# Epeus guangxi
Epeus guangxi är en spindelart som beskrevs av Peng X., Li S. 2002. Epeus guangxi ingår i släktet Epeus och familjen hoppspindlar. Inga underarter finns listade i Catalogue of Life.